# Bolbapium howdeni
Bolbapium howdeni es una especie de coleóptero de la familia Geotrupidae.

## Distribución geográfica
Habita en Bolivia.